# 半人马座X-3
半人马座X-3（Centaurus X-3，缩写为），（4U 1118-60）是X射线脉冲星，周期为4.84秒。 这是在半人马座星座中被发现的第一个X射线脉冲星，也是第三个被发现的X射线源。该系统由一颗中子星绕着一个巨大的O型超巨星型恒星运行，该恒星被称为克热明斯基星(Krzeminski)的恒星，以其发现者波兰的天文学家沃伊切赫·克热明斯基名字命名。物质从恒星被吸积到中子星上，导致X射线发射。

## 历史
半人马座X-3位于半人马座方向，是第一个发现具有X射线脉冲的X射线源，后被确认为一颗低质量X射线双星。半人马座X-3最早是在1967年发现的，1971年乌呼鲁卫星观测到它具有规则的脉冲，周期为4.84秒，同时每隔2.087天脉冲就中断将近12个小时。这表明它是一颗X射线双星，X射线脉冲是由双星系统中中子星发出的，同时因两子星相互绕转而发生周期性的掩食。

## 系统
半人马座X-3距离太阳约8,000秒差距，是一颗典型的低质量X射线双星。它的主星是一颗20.5倍太阳质量的超巨星（克热明斯基星，Krzeminski's star），伴星是一颗1.21倍太阳质量的中子星，光度约为1038erg/s。

## 参阅
- X射线脉冲星
- X射线双星
- X射线脉冲星列表（英语：List of X-ray pulsars）